# چرانووا
چرانووا (به ایتالیایی: Ceranova) یک کومونه در ایتالیا است که در استان پاویا واقع شده‌است.

## خصوصیات
چرانووا ۴٫۵ کیلومترمربع مساحت و ۱٬۳۳۲ نفر جمعیت دارد و ۸۶ متر بالاتر از سطح دریا واقع شده‌است.